# Krystian Brzenk
 Krystian Brzenk (ur. 14 kwietnia 1983) – polski futsalista, bramkarz, reprezentant Polski, zawodnik GKS-u Tychy, a wcześniej Clearexu Chorzów i Rekordu Bielsko-Biała. Do największych sukcesów Krystiana Brzenka należą tytuły Mistrza Polski z Clearexem i Rekordem. Z Rekordem zdobył także Puchar Polski i Superpuchar Polski. Krystian Brzenk ma za sobą także występy w UEFA Futsal Cup i kwalifikacjach do Mistrzostw Świata. W plebiscycie Futsal Ekstraklasy po sezonie 2013/2014 został wybrany najlepszym bramkarzem sezonu.
Wraz z drużyną Clearexu brał udział w turniejach piłki plażowej. Wielokrotnie grał w reprezentacji. Został uznany najlepszym bramkarzem na finałach Pucharu Polski 2004 oraz najlepszym bramkarzem Mistrzostw Polski 2006.